# Maj Arnell
Maj Vilma Arnell, född 30 april 1910 i Göteborg, död där 10 juni 2005, var en svensk konstnär, vars måleri var påverkat av Göteborgskoloristerna.

## Biografi
Maj Arnell studerade vid Valands målarskola 1940–1945 med Nils Nilsson som huvudlärare samt 1953 vid Det Kongelige Danske Kunstakademi, Köpenhamn. Maj Arnell hade sin första separatutställning 1948. Hon ställde ut regelbundet i Göteborg, Stockholm och Malmö och också flera gånger i utlandet. Hon var aktiv som konstnär genom hela livet och blev nationellt uppmärksammad genom en utställning på Prins Eugens Waldemarsudde 1995.
En minnesutställning hölls 2013 i Göteborg.
Maj Arnell är representerad på Nationalmuseum och Moderna museet i Stockholm, på Göteborgs konstmuseum samt på konstmuseerna i Malmö, Borås och Kristianstad.
Maj Arnell var dotter till disponent Robert Nilsson och Vilma Robinson. Hon var från 1933 gift med civilingenjör Helge Arnell (1893–1956) och var mor till tre barn. Hon är begravd på Kvibergs kyrkogård i Göteborg.